# Kloster Rousanou
Das Kloster Rousanou (griechisch Μονή Ρουσάνου Moni Rousanou) ist eins der sechs am häufigsten besuchten Klöster von Meteora in Thessalien, Griechenland. Das griechisch-orthodoxe Frauenkloster wurde 1988 als UNESCO-Welterbe anerkannt. Es steht unter dem Schutz der Heiligen Barbara und trägt deswegen auch den Namen Agia Varvara-Rousanou.

## Geschichte
Es wird angenommen, dass der erste Bewohner des Klosterfelsens und Bauherr der ersten Kirche ein Eremit namens Rousanos war und daher auch der heutige Name des Klosters herrührt. Seit Anfang des 16. Jahrhunderts ist der Felsen bewohnt und zwischen 1527 und 1529 erhielten dort die Mönche Iosaf und Maximos aus Ioannina die Erlaubnis, ein Kloster zu gründen. Sie gelten als die Bauherren des auf Ruinen errichteten Klostergebäudes.
Die Ikonen im Katholikon, der Hauptkirche des Klosters, sollen um 1560 von einem begabten Ikonenmaler der Kretischen Schule gemalt worden sein. Während die Kirche der Metamorfosi tou Sotiros (Μεταμόρφωση του Σωτήρος Verklärung des Erlösers) gewidmet ist, steht das Kloster unter dem Schutz der Heiligen Barbara. Vor dem Verfall des Gebäudes im 19. Jahrhundert diente es verschiedenen Einzelpersonen und Familien als Zufluchtsort und später den Mönchen des größeren Meteora Klosters Varlaam als Einsiedelei. Seit das Kloster Rousanou in den 1980er Jahren vom Archäologischen Dienst restauriert wurde, fungiert es als Frauenkloster und wird von ungefähr 15 Nonnen bewohnt.
Das Kloster gehört heute zur Diözese von Stagion und Meteora der griechisch-orthodoxen Kirche mit Sitz in Kalambaka. Ihr Metropolit (Oberbischof) ist seit 2017 Theoklitos (Stand 2023).

## Bauwerk
Das Kloster Rousanou nimmt das gesamte ca. 500 Quadratmeter große Plateau auf der Spitze eines ungefähr 60 Meter hohen, steilen Felsens ein und liegt 468 Meter über dem Meeresspiegel. Es ist dreigeschossig, im obersten Stockwerk befindet sich das Katholikon, die Zellen sind im Erdgeschoss und weiteren Zellen und Nebenräumen in den anderen Stockwerken. Das Katholikon ist eine kreuzförmige Kirche, die aufgrund der Felsenformation entgegen der Tradition nach Norden ausgerichtet ist. Die Kuppel ist polygonal und besitzt auf jeder Seite ein einbogiges Fenster. Der Narthex ist vollständig mit gut erhaltenen byzantinischen Fresken geschmückt.
Das Bauwerk erlitt schwere Schäden während des Zweiten Weltkriegs und soll in der Zeit auch geplündert worden sein. Außerdem stellt auch die Feuchtigkeit, die durch den Atem der Besuchenden entsteht, eine Gefahr für das Bestehen der Ikonenmalereien dar. Der Aufstieg zum Kloster erfolgte ursprünglich über Strickleitern, heute erreicht man es über eine Steintreppe, die an der Straße beginnt und von deren Ende zwei feste Brücken, die 1930 errichtet wurden und die ältere Holzbrücke von 1868 ersetzten, ins Kloster führen.
Für die Öffentlichkeit ist heute das oberste Stockwerk des Gebäudes zugänglich. Außer einem kleinen Geschäft mit Andenken ist ein kleiner mit Fresken ausgestatteter Andachtsraum zu sehen, sowie die Hauptkirche mit einem Vorraum, in dem sich der für griechisch-orthodoxe Kirchen typische Opferlichtständer befindet.

## Lage und Zugang
Das Kloster liegt an der Straße zwischen Kalambaka und den Meteora-Klöstern, unweit von dem kleinen Ort Kastraki. Es befindet sich nahe den Klöstern Varlaam und Agios Nikolaos Anapavsas. Der Zugang zum Kloster Rousanou erfolgt über eine zementierte Treppe, die an der Straße beginnt, und zwei Brücken. Bevor die erste Brücke betreten werden kann, wird die einem Kloster angemessene Kleidung kontrolliert. Sowohl Shorts für Männer als auch Hosen für Frauen gelten als inakzeptabel. An Frauen werden kostenlos lange Schürzen geliehen, die umgebunden einem Rock ähneln.

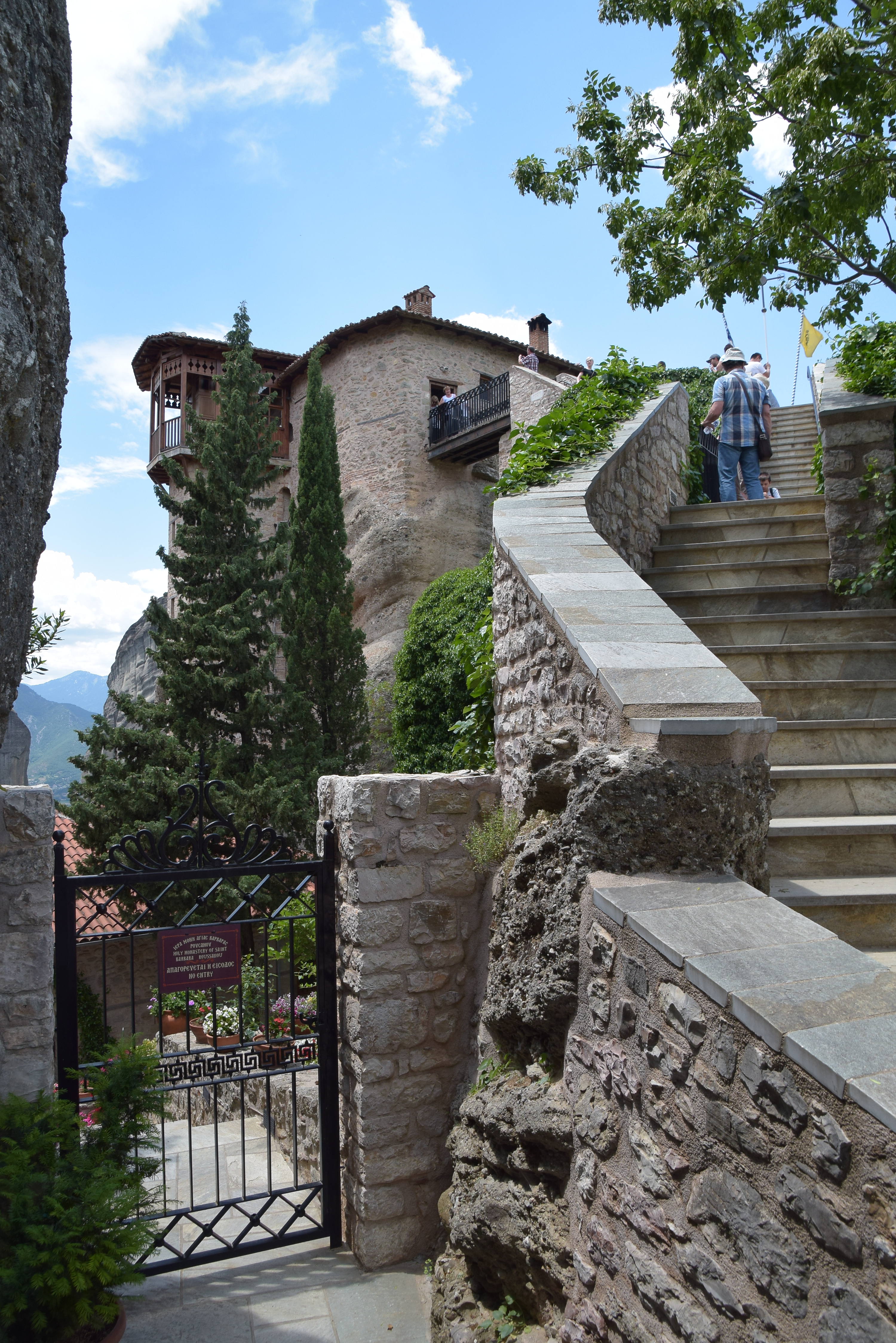
Kloster Rousanou, Eingang
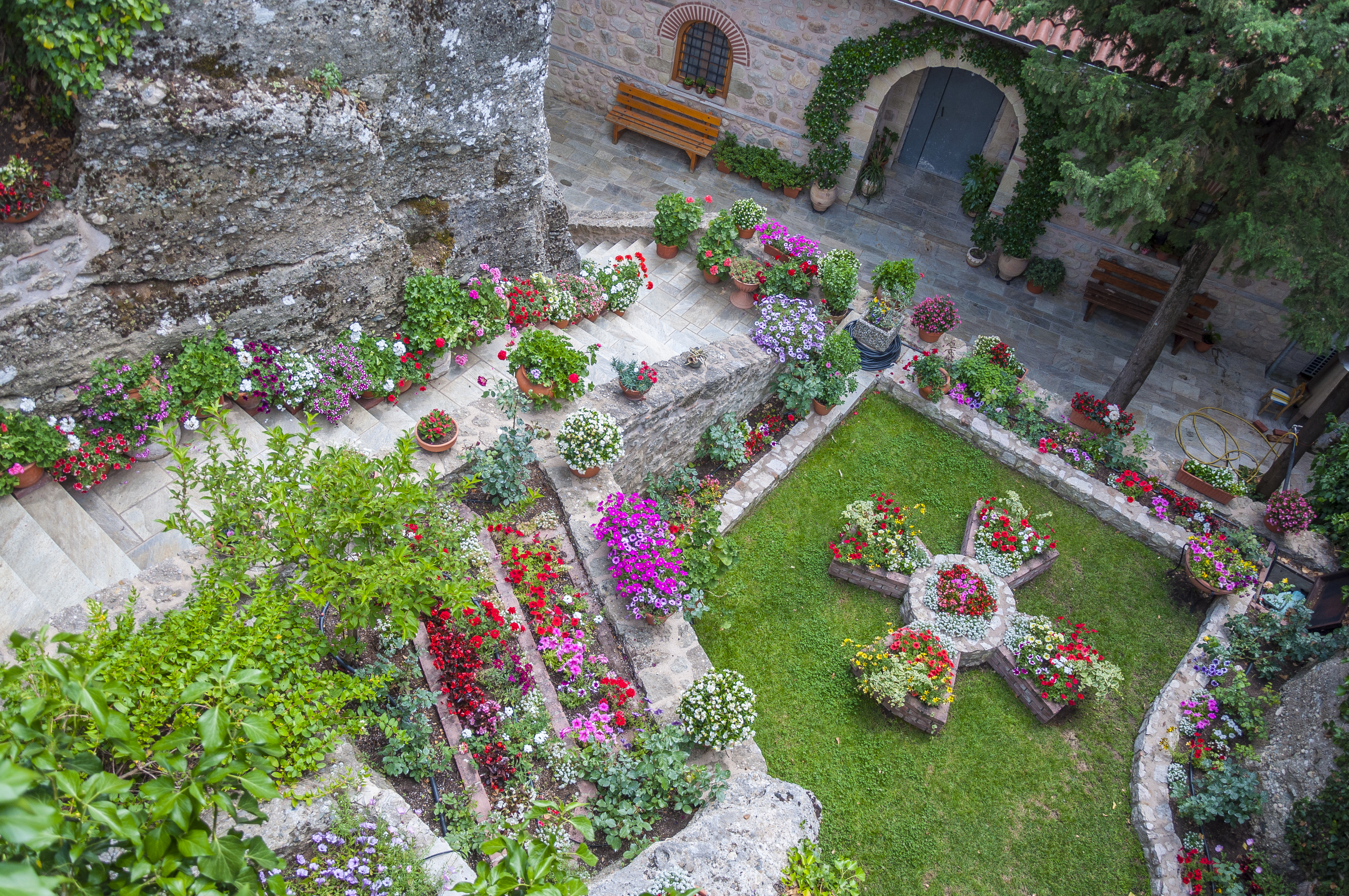
Klostergarten Kloster Rousanou
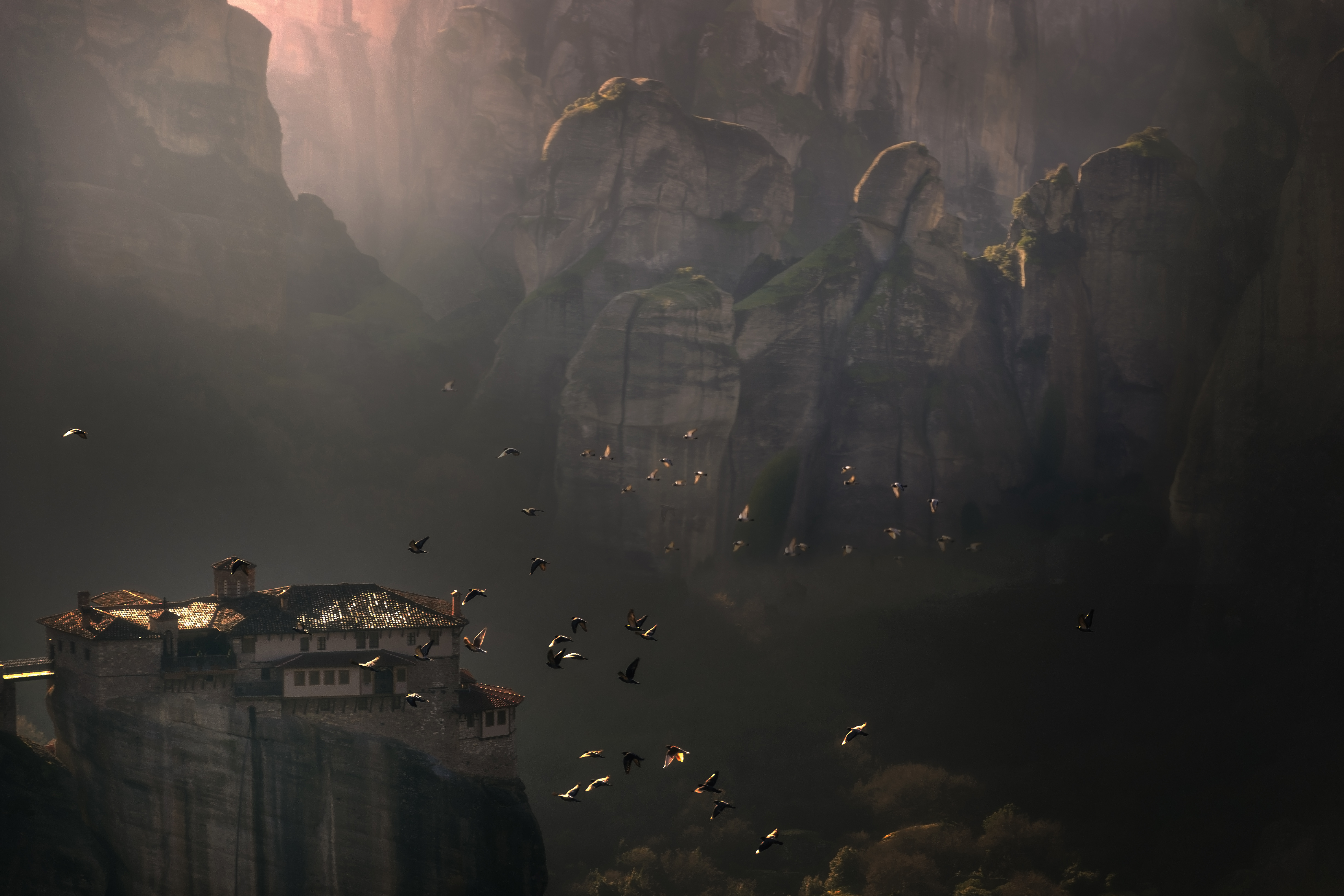
Kloster Rousanou im Gegenlicht
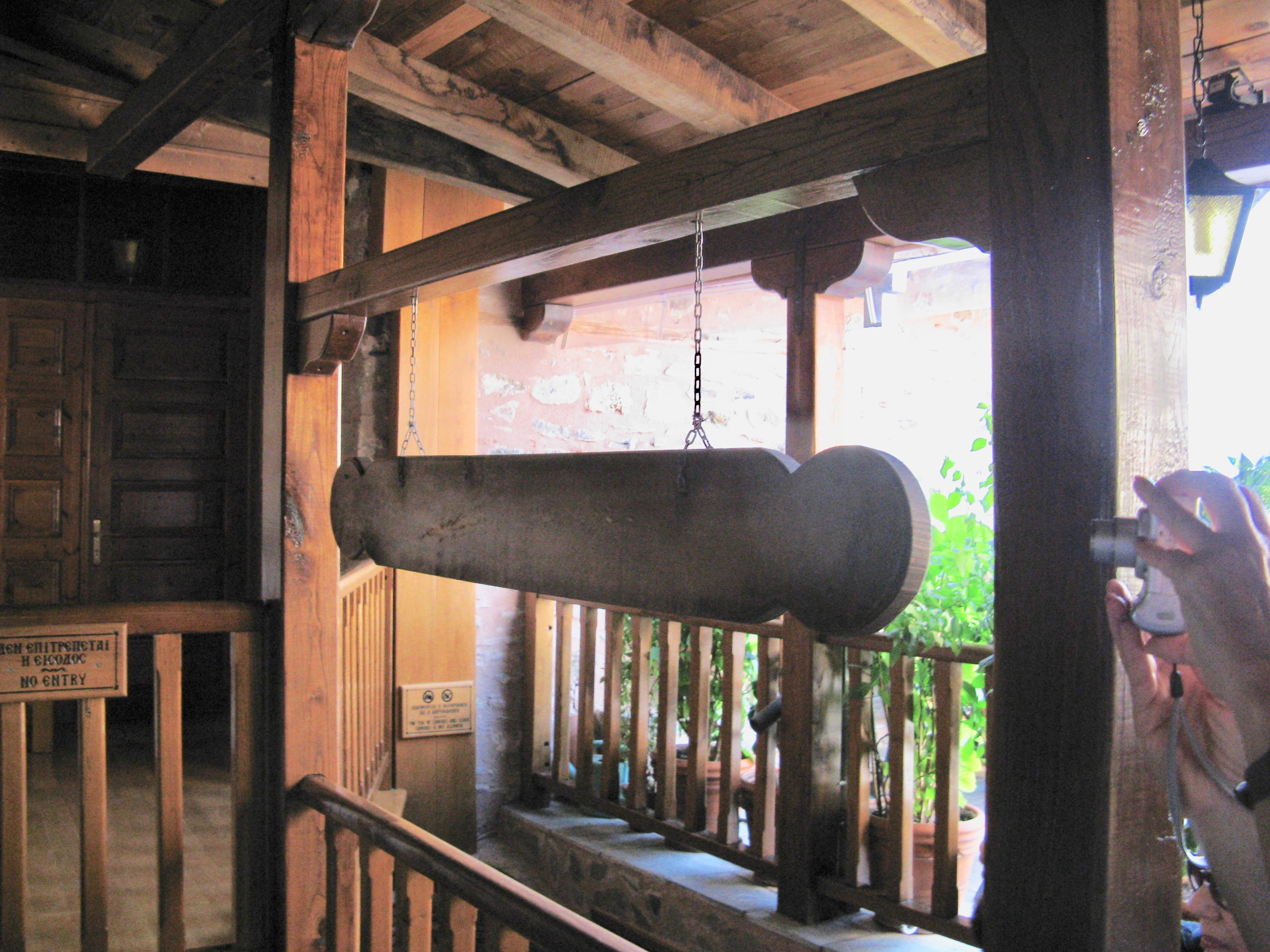
Semantron
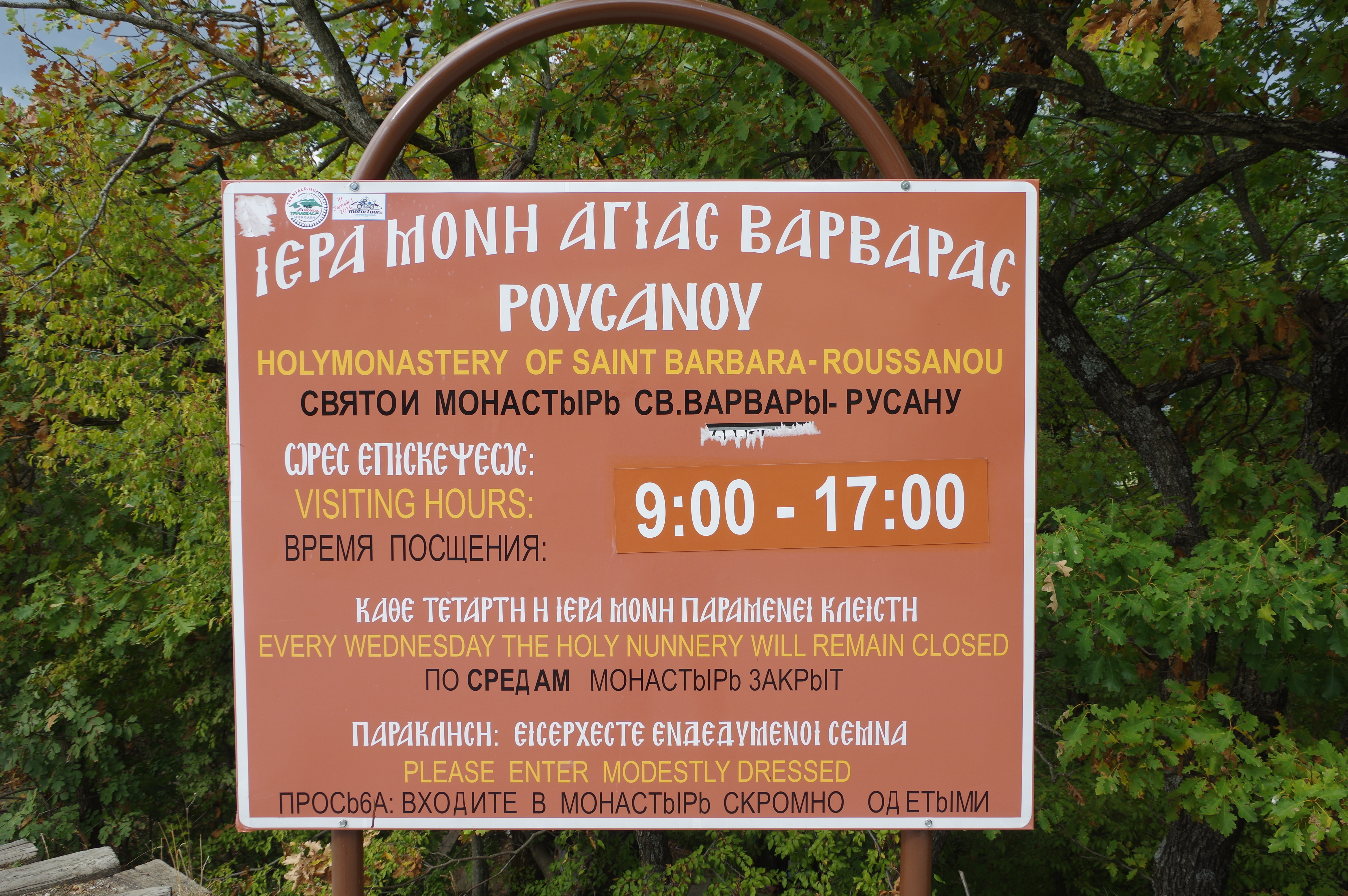
Schild des Klosters Agia Varavaras-Rousanou
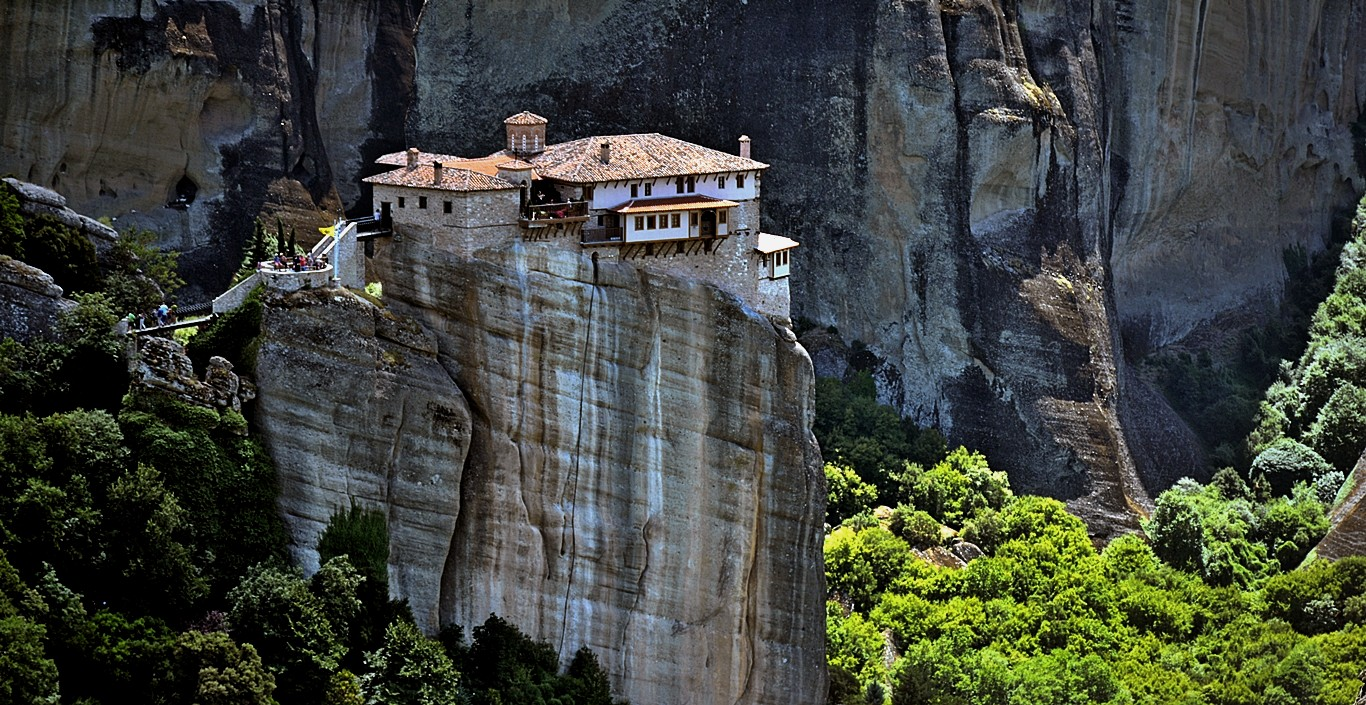
Kloster Rousanou von der Seite
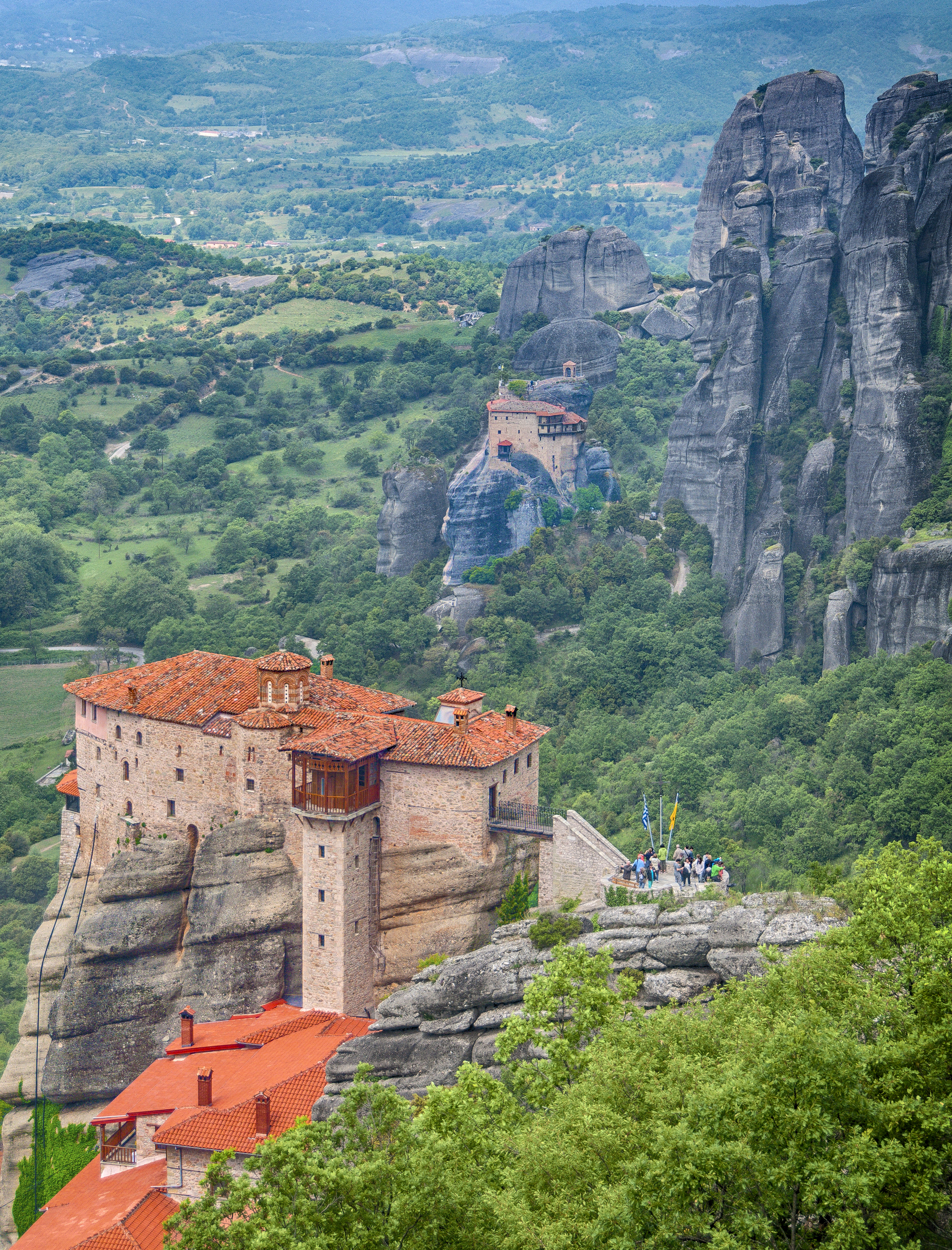
Kloster Rousanou von oben